# Great Swordsman
Great Swordsman (グレートソードマン?, Gurēto Sōdoman) è un videogioco di combattimento con armi bianche esclusivo per arcade, sviluppato da SETA Corporation e pubblicato nel 1984 dalla Taito.
Ventuno anni dopo (nel 2005), la sua emulazione è inclusa all'interno di Taito Legends, raccolta per PC, Xbox e PlayStation 2.

## Modalità di gioco
In Great Swordsman, uno o due giocatori possono giocare a turno, i quali controllano con un joystick bidirezionale e tre pulsanti con diversi livelli di colpi. Ognuno per creare attacchi di livello diverso. Come in Karate Champ di Data East, i pulsanti devono essere tenuti premuti. Se vengono rilasciati, il personaggio giocante tornerà alla loro animazione in piedi. Le mosse possono essere difese intercettando l'arma dei giocatori stessi con quella degli avversari.
L'obiettivo del titolo è colpire l'avversario o spingerlo fuori dal tappeto per segnare un punto. Ci sono quindici livelli con tre diverse discipline. I primi tre riguardano la scherma, i successivi cinque il kendō e gli ultimi sette sono basati sui gladiatori. Dopo aver completato tutti i livelli in una disciplina, il punteggio ottenuto alla "vittoria" verrà aggiunto a quello base, anche se uno di loro era in parità con i propri avversari alla fine. Dopo aver completato quindici livelli, i giocatori ricominciano con un livello di difficoltà più alto e la sessione si ripete all'infinito. Infine, vi sono anche livelli bonus ove lo scopo è deviare le frecce con la spada al fine di guadagnare punti extra.

## Musica
Il brano arrangiato ad 8-bit presente nel livello bonus è l'Ouverture del Guglielmo Tell di Gioacchino Rossini.

## Accoglienza
In Giappone, la rivista Game Machine elencò Great Swordsman nel numero del 1º settembre 1984 come l'unità arcade di maggior successo del mese.